# Jinul

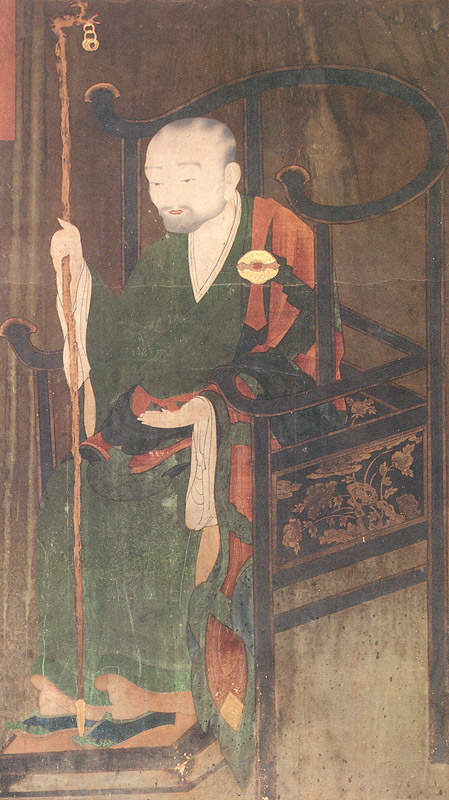
El retrat de Jinul en el temple de Songgwangsa en Suncheon, Jeolla del Sud.

Bojo Jinul (en Hanja:普照知訥, en Hangul:보조지눌, 1158 – 1210) o Jinul va ser un monjo coreà que va viure durant la dinastia Goryeo. Se'l considera el personatge més influent del budisme coreà i el fundador de l'escola Seon o budisme meditatiu coreà. Va ser reconegut per l'afany que va posar per tal d'unificar les sectes dispars del budisme coreà en una organització única.

## Semblança
El seu nom real va ser Jeong. Abandonà la seva família el 1165 d.C per iniciar les seves pràctiques de Seon a partir dels ensenyaments del mestre Jonghwi de la Muntanya Sagulsan, una de les nou escoles del budisme Seon a la península coreana. El 1182, Jinul va ser examinat i avaluat pels monjos i escollit per a ocupar un important lloc administratiu, però ho va rebutjar per unir-se a la comunitat Seon en Pyongyang. Posteriorment es va traslladar al temple Cheongwonsa en Changpyeong i, més tard, a la Muntanya del Temple Bomunsa Hagasan.
A la vegada que meditava, Jinul va acabar els seus estudis de la Tripitaka. En aquesta època va viure una sèrie de despertars espirituals que el conduirien a buscar la manera de consolidar un nou moviment dins del Seon coreà anomenat samādhi (saviesa en budisme).
L'objectiu d'aquest moviment era establir una comunitat nova de practicants disciplinats i de ments pures a l'interior de les muntanyes. Jinul, finalment, acomplia aquesta missió amb la fundació de l'ordre de Jogye a la Muntanya Songgwangsa. En aquest emplaçament va ensenyar el budisme des d'una aproximació holística incloent-hi meditació, doctrina, cants i lectures.
Això el va ajudar considerablement a guanyar-se el respecte i els favors del Goryeo, més en particular del rei Huijong. El rei va ordenar que la Muntanya Songgwangsan fos rebatejada com a Muntanya Jogyesan en honor de Jinul. A la seva mort el 1210, el mateix rei Huijong va honorar-lo amb un títol pòstum.